# Habibaseilanden
De Habibaseilanden zijn een groep Algerijnse eilanden van vulkanische oorsprong gelegen in de Middellandse Zee op circa 12 kilometer afstand vanaf de kust ten noordwesten van Oran. Het hoofdeiland Touria is circa 1,2 kilometer lang en 160-600 meter breed. Ten noordoosten daarvan bevindt zich het andere grotere eiland. De archipel is ongeveer 0,4 km² groot. Het hoogste punt is 103 meter hoog waar een vuurtoren uit 1879 staat. Op het eiland bevinden zich nog een kleine steiger en enkele kleine gebouwen, maar er is geen permanente bevolking. De archipel hoort bij de provincie Aïn Témouchent en de gemeente Bou Zedjar. De eilanden samen vormen het Iles Habibas Marine Nature Reserve.. Eind 2006 is er een project begonnen om het eiland te onderhouden, gesteund door Algerijnse en Franse financiering. Het doel is om het lokale ecosysteem te ondersteunen.